# Râle grêle
Laterallus exilis
Espèce
Statut de conservation UICN

 LC  : Préoccupation mineure
Le Râle grêle (Laterallus exilis) est une espèce d'oiseaux de la famille des Rallidae.

## Répartition
Son aire s'étend en l'Amérique centrale et de manière discontinue à travers la moitié nord de l'Amérique du Sud (y compris à Trinité-et-Tobago).